# Mama/Torno da te
Mama/Torno da te è il trentatreesimo singolo del gruppo musicale italiano Ricchi e Poveri, pubblicato dalla Fonit Cetra (catalogo SP 1703) nel 1979.

## Descrizione
Entrambi i brani sono composti da Angelo Sotgiu e Franco Gatti, l'autore dei testi è Cristiano Minellono.
Il brano sul lato A, Mama, è la sigla finale del programma televisivo Buonasera con... Jet Quiz. Gli arrangiamenti sono di Toto Torquati.
Il brano sul lato B, Torno da te, è già stato pubblicato 5 anni fa come retro del singolo Povera bimba. Gli arrangiamenti sono di Vince Tempera, anche se in questo disco sono stati fatti firmare a Toto Torquati per i diritti della SIAE. La produzione discografica è dei Ricchi e Poveri e dello stesso Minellono.

## Tracce

### Lato A
1. Mama (Sigla TV di Jet Quiz) – 4:30

### Lato B
1. Torno da te – 3:95

## Staff artistico
- Ricchi e Poveri (Angela Brambati, Angelo Sotgiu, Franco Gatti, Marina Occhiena) – voci
- Franco Gatti – chitarra
- Angelo Sotgiu – chitarra 12 corde
- Toto Torquati – direzione orchestrale (lato A)
- Vince Tempera – direzione orchestrale (lato B)